# Браун, Уэйн (снукерист)
Уэйн Бра́ун (англ. Wayne Brown; род. 21 октября 1969 года) — английский бывший профессиональный снукерист.

## Карьера
Стал профессионалом в 1994 году после того, как выиграл множество довольно крупных любительских турниров. В свой дебютный сезон Браун вышел в 1/8 Гран-при, и в последующие несколько лет ещё несколько лет достигал этой же стадии других рейтинговых соревнований. Высший официальный рейтинг Брауна — 80-й, а высший брейк — 145 очков (Benson & Hedges Championship, 2000 год).
После сезона 2004/05 выбыл из мэйн-тура и стал играть в челлендж-туре. По итогам сезона 2009/10 Браун занял 44 место в туре PIOS.